# Бор (селище Бокситогорського району Ленінградської області)
Бор (рос. Бор) — селище Бокситогорського району Ленінградської області Росії. Входить до складу Радогощинського сільського поселення.
Населення — 6 осіб (2012 рік).

## Населення
| 2007 | 2010 | 2017 |
| ---- | ---- | ---- |
| 3    | ↘2   | ↗6   |